# 奇人たちの晩餐会 (戯曲)
奇人たちの晩餐会(Le Dîner de cons)は、1993年にフランシス・ヴェベールによって書かれたフランスの戯曲である。1998年に同じタイトルで同じ作者によって映画化された。

## キャスト（1993-1996）
初演： 1993年9月18日-1996年1月31日 ヴァリエテ劇場 ピエールモンディ演出。
- ジャック・ヴィルレ：フランソワ・ピニョン
- クロード・ブラッスール、ミシェル・ルー：ピエール・ブロシャン
- ミシェル・ロブ：ジュスト・ルブラン
- セシル・パラス、アガテ・ナタンソン：クリスティーヌ・ブロシャン
- ジェラルド・ヘルナンデス：ルシアン・シェバル
- バニー・ゴディロット：マレーネ・サスール
- フィリップ・ブリゴー：アルカンバルト博士